# Taltos
Taltos (titre original : Taltos) est le troisième tome de la Saga des sorcières d'Anne Rice, paru en 1994.
L'étrange M. Ash est supposé être le dernier survivant de la légendaire espèce des Taltos. Mais c'est en apprenant par un mystérieux informateur qu'un des siens a été signalé en Écosse qu'il se retrouve dans l'histoire de Rowan et des sorcières Mayfair, qui ne sont pas sans lien avec l'héritage des Taltos.
Voir aussi le premier tome Le Lien maléfique et le deuxième L'Heure des sorcières.

## Résumé
L'histoire commence avec M. Ash, multimilliardaire vivant à New York. Il mesure plus de deux mètres et vit depuis plusieurs millénaires. C'est un Taltos.
En parallèle, Rowan est revenue à First Street, mais elle est dans un état catatonique. Elle refuse de parler, et ressemble de façon troublante à Deirdre dans ses derniers jours. Michael désespère de la voir un jour vivre à nouveau, et du fait de son hystérectomie, qui la rend incapable d'assurer sa descendance, c'est la jeune Mona Mayfair qui est nommée héritière.
Celle-ci, à son habitude, est toujours aussi exubérante, fière, et puissante. Elle se sent coupable d'avoir couché avec Michael et passe ses journées à parler avec Rowan, qui ne lui répond pas.
Yuri et Aaron, tous deux excommuniés du Talamasca, sont en grand danger en raison de ce qu'ils savent sur les Taltos et Lasher. En effet, Aaron est rapidement assassiné sous les yeux de sa femme Béatrice, effondrée. Ce meurtre sort Rowan de sa torpeur qui décide de partir à travers l'Europe afin de venger Aaron et de tuer son assassin.
Michael l'accompagne, et bientôt, ils rencontrent M. Ash. Ils décident ensemble d'infiltrer le Talamasca et justice est rapidement rendue.
En Amérique, il s'avère que Mona est enceinte. Attirée par la tombe dans le jardin, elle décide d'aller dormir sous le chêne où sont enterrés Emaleth & Lasher, et son fœtus se développe soudainement.
Elle attend donc une Taltos, qu'elle décide de nommer Morrigan.
Mary Jane Mayfair, cousine vivant dans le bayou, débarque à First Street. Âgée de 19 ans, elle est incroyablement belle et extrêmement puissante. D'une intuition incroyable, elle aide Mona durant sa très courte grossesse.
En effet, Mona accouche rapidement et aime immédiatement sa fille.
Lorsque Rowan et Michael, après avoir vengé Aaron et écouté la longue histoire des Taltos racontée par Ashlar, rentrent à la Nouvelle Orléans, ils promettent à Mona de ne pas faire de mal à Morrigan et de l'aimer, même si Rowan reste prudente et réservée face à la Taltos d'une très grande beauté.
Mais immédiatement, Morrigan sent l'odeur de Ash. L'idée de le retrouver afin de s'accoupler avec lui devient son obsession. Face au refus hermétique de Rowan et Michael pour lui avouer où est son mâle, elle se résigne, bien que très agitée.
Ash décide, de son côté et en toute ignorance, de rendre visite à la famille Mayfair. Quand il sent la femelle, leur passion explose et ils fuient ensemble en direction de Donnelaith, à la résignation de Michael et Rowan, et au chagrin déchirant de sa jeune mère impuissante Mona.

## Description des Taltos
On peut décrire les Taltos comme des humains acromégaliques. L'acromégalie est une maladie caractérisée par une augmentation considérable de volume des extrémités (tête, mains, pieds) portant sur tous les tissus et tous les diamètres, et due à un adénome éosinophile de l'hypophyse. En voyant mes mains les humains disent qu'elles sont comme d'énormes araignées. Les Taltos sont donc de grande taille, ce qui était assez rare dans les temps anciens mais passe maintenant relativement inaperçu car la taille de certains hommes atteint celle des Taltos.
Le sang des Taltos est plus fluide que celui des humains : une certaine forme d'hémophilie est leur première cause de mortalité. Les femmes Taltos risquent la mort à chaque enfantement.

## La mémoire collective
Tous les Taltos naissent en sachant déjà des choses : faits historiques, légendes, chants, nécessité de certains rituels, langue maternelle, langues parlées autour de la mère, connaissances de base de celle-ci et, probablement, une bonne partie du reste de ses connaissances.

## Le pouvoir de la musique
Leur ouïe est extrêmement fine ; le bruit leur fait mal. La musique peut les paralyser. Si c'est une musique jouée par d'autres, il suffisait de l'arrêter pour les libérer. Mais s'ils se laissent prendre à leur propre musique, la danse et le rythme, ils continuent de chanter et de danser jusqu'à tomber raides morts.

## L'enfantement
La gestation est très courte : quelques minutes après l'accouplement. Le nouveau Taltos naît et atteint sa taille adulte aussi en quelques minutes. Le temps de génération est très faible. Ce type de naissance est très éprouvant pour les mères qui ne peuvent avoir que quelques enfants. En compensation, le pourcentage des sexes est en faveur des femmes.

## Autre aptitude particulière
Les Taltos se reconnaissent à l'odeur ou à la vue. Ils reconnaissent un sorcier et une sorcière quand ils les voient.